# Railer
Railer è il nono album in studio del gruppo musicale statunitense Lagwagon, pubblicato nel 2019.

## Tracce
1. Stealing Light - 2:35
2. Surviving California - 2:51
3. Jini - 2:53
4. Parable - 2:59
5. Dangerous Animal - 2:21
6. Bubble - 3:25
7. The Suffering - 4:34
8. Dark Matter - 2:37
9. Fan Fiction - 3:25
10. Pray for Them - 2:53
11. Auf Wiedersehen - 2:38
12. Faithfully - 2:45 (Journey cover)

## Formazione
- Joey Cape – voce
- Chris Flippin – chitarra
- Chris Rest – chitarra
- Dave Raun – batteria
- Joe Raposo – basso